# Wielojęzyczność

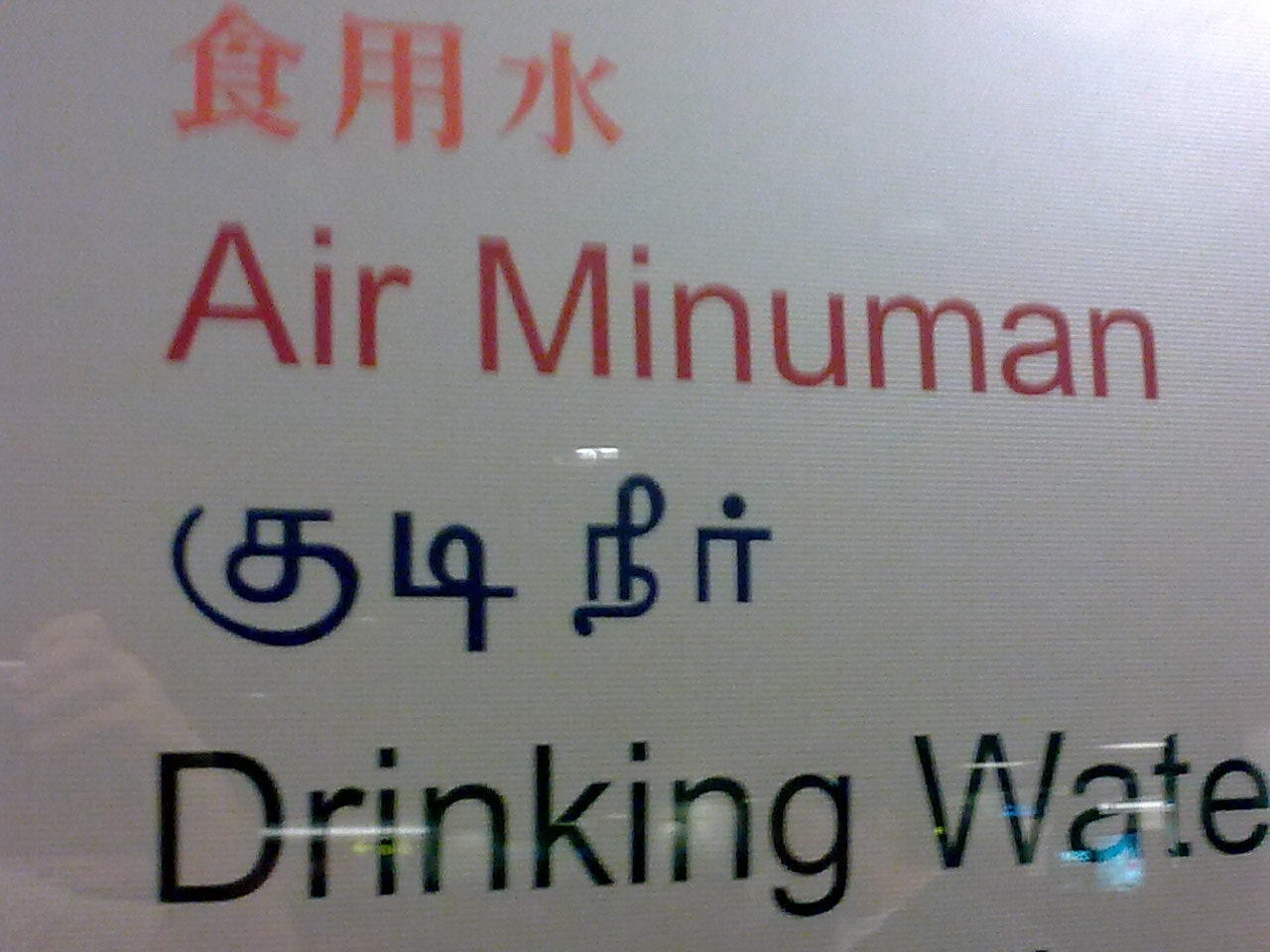
Tablica informacyjna w Singapurze we wszystkich językach urzędowych tego kraju: chińskim, malajskim, tamilskim i angielskim

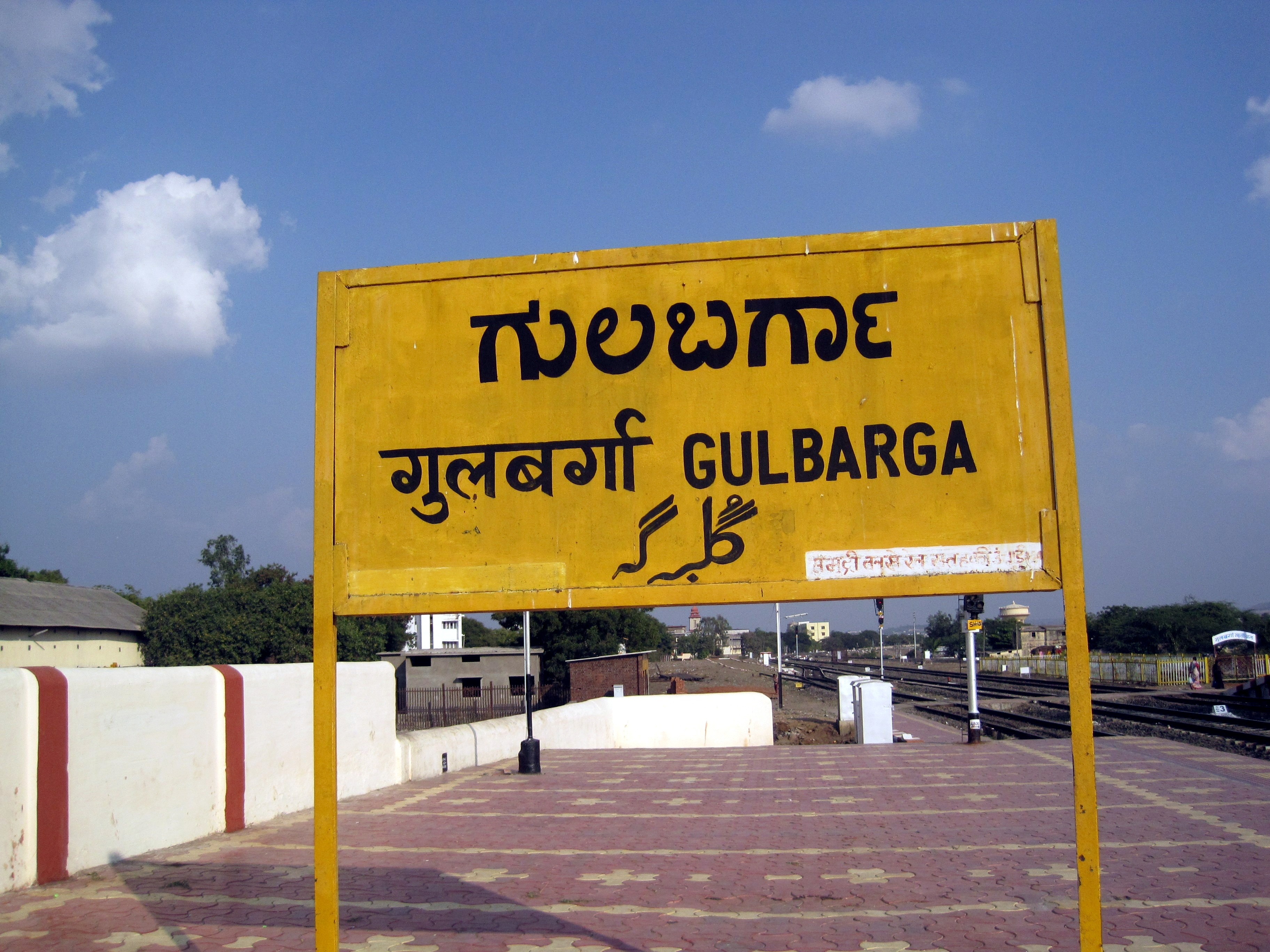
Stacja Gulbarga w południowych Indiach: napis w językach urzędowych kannada, hindi, angielskim i urdu/dakhini

Wielojęzyczność, multilingwizm, różnojęzyczność, plurilingwizm, polilingwizm  – czynne lub bierne posługiwanie się dwoma lub większą liczbą języków przez jednostkę lub grupę społeczną. Liczba osób wielojęzycznych na świecie przewyższa liczbę osób posługujących się tylko jednym językiem. Wielojęzyczność jest zjawiskiem powszechnym na obszarach Ziemi silnie zróżnicowanych etnicznie, takich jak Afryka, Indie czy Nowa Gwinea, gdzie wielu ludzi jednego języka używa w rodzinie, innego na bazarze, jeszcze innym zaś posługuje się w szkole. W efekcie osoby te mają więcej niż jeden język ojczysty, z tym że zakres opanowanego słownictwa w każdym z tych języków może być różny.
Za pewien przejaw wielojęzyczności można uznać również samo posługiwanie się różnymi wariantami języka ojczystego (odmianą literacką, fachową, potoczną, dialektalną). Szczególną postacią tego zjawiska jest dyglosja występująca w kulturach, gdzie język literacki znacznie różni się od mowy nieformalnej, używanej w życiu codziennym. Występuje ona np. w krajach arabskich, w Chinach czy w Indiach. W skrajnych przypadkach dyglosja polega na współistnieniu wzajemnie niezrozumiałych języków, które pełnią różne funkcje w społeczeństwie.
Wielojęzyczność (multilingwizm) bywa niekiedy odróżniana od różnojęzyczności (plurilingwizmu), przy czym rozróżnienia takiego dokonują przede wszystkim autorzy europejscy. Rozróżnienie to znajduje zastosowanie, gdy zachodzi konieczność ukazania zagadnień glottodydaktycznych z różnych perspektyw: wielojęzyczność stanowi pojęcie socjolingwistyczne, a różnojęzyczność pojmuje się jako zjawisko psycholingwistyczne. Różnojęzyczność to kompetencje językowe i interkulturowe konkretnej jednostki. Wielojęzyczność (społeczna koegzystencja języków) jest zjawiskiem właściwym dla prawie wszystkich krajów współczesnego świata.

## Przyczyny wielojęzyczności
- Funkcjonowanie w społeczeństwie wieloetnicznym (np. Indie, niektóre kraje afrykańskie)
- Wychowywanie się w rodzinie etnicznie mieszanej
- Oświata prowadzona w innym języku niż używany na co dzień (np. w angielskim lub hindi w Indiach)
- Posługiwanie się w rodzinie językiem regionalnym (np. kaszubskim w Polsce)
- Emigracja
- Wielojęzyczność zamierzona[10]

## Rodzaje wielojęzyczności
- Umiejętność posługiwania się różnymi językami w większości sytuacji, w mowie i na piśmie
- Posługiwanie się którymś z języków w ograniczonym zakresie (np. tylko język potoczny, brak umiejętności czytania w danym języku)
- Wielojęzyczność bierna – tylko rozumienie innych języków

Mianem osoby wielojęzycznej określa się często taką osobę, która posługuje się co najmniej trzema językami (lub dwoma językami obcymi). W innych ujęciach dwujęzyczność jest rozpatrywana jako jeden z rodzajów wielojęzyczności. 

## Mity na temat wielojęzyczności
Polscy naukowcy wskazali jako błędne niektóre przekonania dotyczące wielojęzyczności:
- Najkorzystniejsze dla dziecka jest dorastanie w środowisku jednojęzycznym.
- Wielojęzyczność jest osiągalna tylko dla ludzi, którzy z więcej niż jednym językiem mieli styczność od pierwszych miesięcy życia.
- Osoby dwu- lub wielojęzyczne są wyjątkami na tle jednojęzycznej „normy”.
- Ludzie wielojęzyczni władają wszystkimi swoimi językami „doskonale”, na takim samym poziomie, jak osoby jednojęzyczne.
- Dwujęzyczność dzieci ma szkodliwy wpływ na rozwój językowy i poznawczy, co ma prowadzić do gorszych wyników w nauce.
- Wprowadzenie więcej niż jednego języka może skutkować zaburzeniami językowymi lub innymi brakami.
- Dziecko nie ma czasu na naukę więcej niż jednego języka, więc najlepiej, żeby przyswoiło tylko język otoczenia.
- Wielojęzyczność zaburza tożsamość dziecka[10].
- Wielojęzyczność powoduje opóźnienia mowy u małego dziecka.[10]

## Zjawiska związane z wielojęzycznością
- Kalki językowe – przenoszenie konstrukcji z jednego języka na grunt drugiego, występuje często np. wśród Finów szwedzkojęzycznych
- Code switching – swobodne „przeskakiwanie” z języka na język, czasami w połowie zdania, spotykane wśród osób znających oba języki (np. hindi i angielski w Bombaju)
- Powstawanie języka mieszanego
- Rozmówcy posługujący się każdy swoim językiem, lecz rozumiejący język rozmówcy (np. czeski i słowacki w byłej Czechosłowacji, hiszpański i włoski w niektórych rejonach Argentyny)
- Dyglosja – posługiwanie się innym językiem/dialektem w sytuacjach formalnych i nieformalnych, powszechne np. w krajach arabskich.

## Niektóre obszary wielojęzyczne

Logo Szwajcarskiej administracji federalnej w czterech oficjalnych językach tego kraju (niemieckim, francuskim, włoskim i romansz)

Przykładami stosunkowo częstego występowania wielojęzyczności mogą być: Szwajcaria (niemiecki, francuski, włoski i retoromański w zależności od kantonu), Południowy Tyrol we Włoszech, gdzie większość stanowi ludność niemieckojęzyczna, Stany Zjednoczone (angielski i hiszpański w stanach południowych albo angielski i polski wśród chicagowskiej Polonii), państwa bałtyckie (Litwa, Łotwa, Estonia), południowa i południowo-zachodnia część Finlandii (język fiński i szwedzki), Ukraina z językiem narodowym i rosyjskim, Rosja z językiem rosyjskim i wieloma językami lokalnymi, Malta z językiem maltańskim i angielskim. W Polsce dwujęzyczne obszary to m.in. niektóre gminy w województwie pomorskim, gdzie zamieszkują Kaszubi oraz w woj. opolskim, gdzie mieszkają Niemcy. Dwujęzyczna jest także większość Romów. Oficjalnym krajem dwujęzycznym jest Kanada, gdzie języki francuski i angielski są zagwarantowane konstytucyjnie na poziomie federalnym.

## Wielojęzyczność w Unii Europejskiej
Wielojęzyczność jest odzwierciedleniem kulturowej i językowej różnorodności w Unii Europejskiej. Sprawia też, że instytucje europejskie są bardziej dostępne i przejrzyste dla obywateli, co stanowi gwarancję ich demokratycznego funkcjonowania.
Parlament Europejski wyróżnia się spośród innych instytucji UE tym, że spoczywa na nim obowiązek zadbania o jak najszerszą wielojęzyczność. Wszyscy obywatele UE muszą być w stanie korzystać z odnoszącego się do nich prawodawstwa bezpośrednio w swoim ojczystym języku. Co więcej – ponieważ każdy obywatel Unii ma bierne prawo wyborcze (może zostać wybrany posłem do PE), niemożliwe byłoby wymaganie od wszystkich posłów doskonałego opanowania jednego z języków „kontaktowych”. Prawo każdego posła do czytania parlamentarnych dokumentów, śledzenia debat i wypowiadania się we własnym języku jest jednoznacznie zagwarantowane wewnętrznymi przepisami Parlamentu Europejskiego. Jako organ prawodawczy, Parlament Europejski ma dodatkowo obowiązek zagwarantować nienagannie wysoką jakość przyjmowanych przez siebie tekstów prawnych, i to we wszystkich językach wspólnotowych. Przepisy te pozwalają też wszystkim europejskim obywatelom na śledzenie parlamentarnych prac, składanie pytań oraz otrzymywanie na nie odpowiedzi w ich własnym języku.

## Wielojęzyczność w byłym ZSRR i Rosji

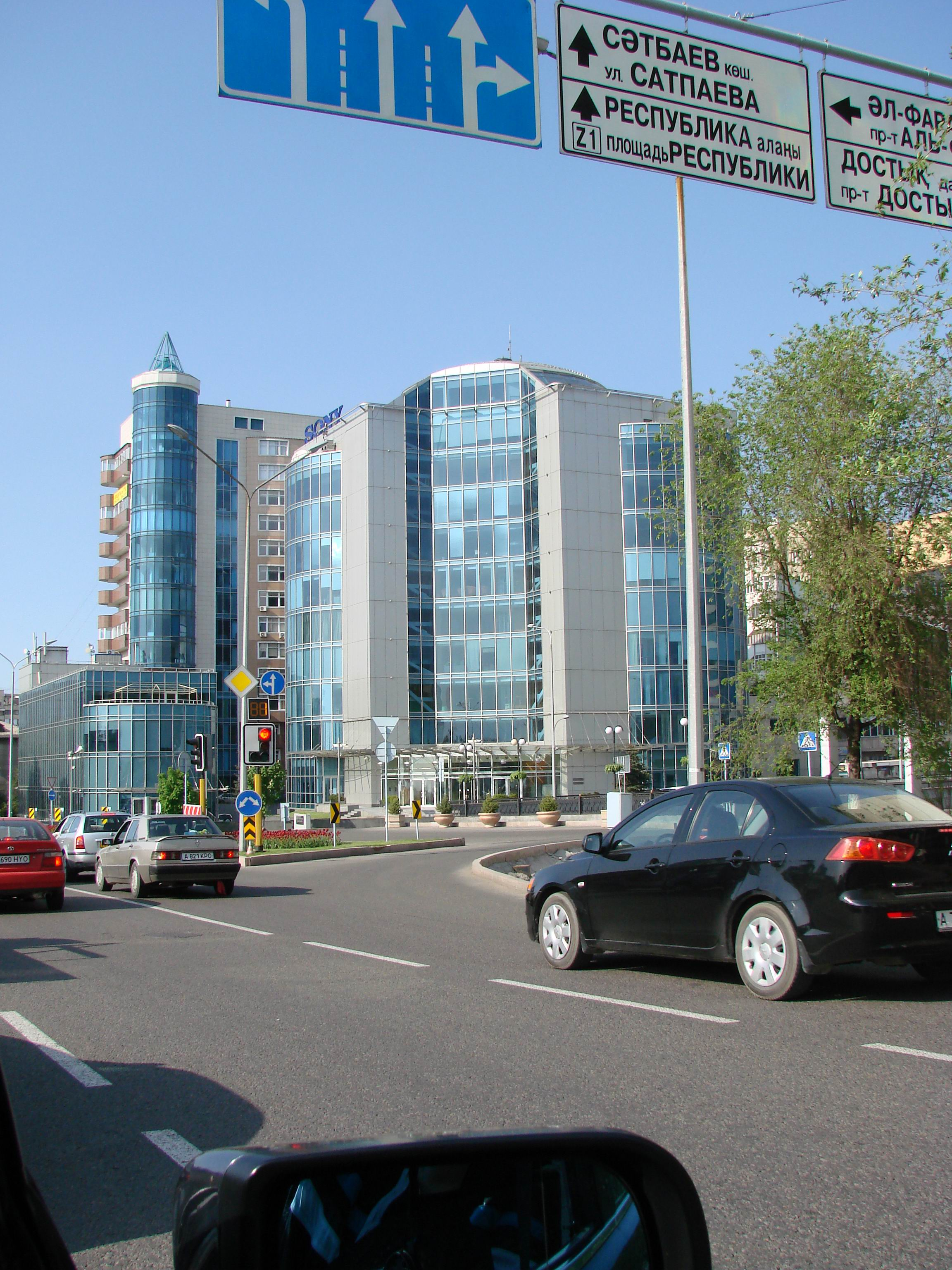
Dwujęzyczny znak drogowy w Ałmaty

Występowanie w Rosji około 150 języków etnicznych powoduje, że dwujęzyczność (bilingwizm) był i jest zjawiskiem na obszarze tego państwa (a poprzednio ZSRR) szeroko rozpowszechnionym. Jednocześnie twórczość literacka najczęściej powstawała i powstaje w języku rosyjskim – współcześnie można wskazać kilkunastu znanych pisarzy innych narodowości piszących w tym języku i identyfikujących się z literaturą rosyjską. Są to np. Giennadij Ajgi, Jurgis Baltrušaitis, Fazil Iskander, Grigorij Kanowicz, Anatolij Kim. Są też twórcy, którzy pisząc w języku rosyjskim tym niemniej uważają się (lub uważali się za życia) za pisarzy narodowych – jak Czingiz Ajtmatow, Wasil Bykau, Ion Druce, Rüstəm İbrahimbəyov czy Timur Zulfikarow. Ajtmatow w wywiadzie dla Litieraturnoj gaziety w 1994 r. powiedział, że język rosyjski stanowił dla niego i dla innych pisarzy narodowych pomost do czytelników światowych, i w konsekwencji stwierdził, że dla miejscowych literatów na drodze Wschód-Zachód nic Rosji nie zastąpi.
Podobna sytuacja występuje też w środowisku artystów estradowych, dotyczy to np. Laimy Vaikule, Sofii Rotaru albo Edyty Piechy.